# Federația Libiană de Fotbal
Federația Libiană de Fotbal este forul ce guvernează fotbalul în Libia. Se ocupă de organizarea echipei naționale și a campionatului.